# Netzschleimpilze
Die Netzschleimpilze oder Schleimnetze (Labyrinthulomycetes) bilden ein Taxon innerhalb der Stramenopilen und sind somit näher mit Braunalgen, Goldalgen (im weiteren Sinne, das heißt: Goldbraune Algen, Kieselalgen und Gelbgrüne Algen), Eipilzen und Hyphochytriales (einzige Ordnung der Hyphochytriomycota) verwandt als mit den Schleimpilzen oder den Echten Pilzen. Sie leben vorwiegend im Meer, einige Arten sind allerdings auch im Süßwasser oder terrestrisch zu finden. Die bekanntesten Arten parasitieren an verschiedenen Meerespflanzen, etwa am Seegras, dem Meersalat oder auch dem Riesentang (Macrocystis pyrifera).

## Aufbau
Die Netzschleimpilze sind einzellige, ei- bis spindelförmige Organismen mit jeweils einem Zellkern, die durch Schleimfasern miteinander verbunden sind und große Zellansammlungen bilden. Die Schleimfasern sind hohl und haben eine verstärkte Außenwand, die Einzelzellen leben innerhalb dieser Fasern und bewegen sich in ihnen fort. Die Gesamtheit der Fasern bildet ein Netz, das als Netz- oder Filoplasmodium bezeichnet wird. Die aus Polysacchariden bestehenden Fasern werden von den Einzelzellen mithilfe spezieller Organellen, den nach außen gerichteten Sagenogenen oder Bothrosomen, sezerniert.

## Lebensweise
Über die Lebensweise der Netzschleimpilze ist nur sehr wenig bekannt. Einige Arten parasitieren auf Meerespflanzen, wobei etwa Labyrinthula macrocystis als Erreger der Seegraskrankheit an den nordatlantischen Küsten gefürchtet ist. Weitere Wirtspflanzen sind etwa der Meersalat oder auch verschiedene Braunalgen. Viele weitere Arten leben als Saprobionten im Wasser und am Detritus, einige Arten lösen dabei auch Fischernetze auf. Im Süßwasser befallen Labyrinthula-Arten ebenfalls Wasserpflanzen und sorgen dabei häufig für eine Entkrautung der Gewässer.

## Fortpflanzung
Netzschleimpilze vermehren sich ungeschlechtlich durch Zellteilung oder Zoosporenbildung, eine geschlechtliche Vermehrung wurde nur bei Labyrinthula beschrieben. Bei der ungeschlechtlichen Vermehrung kommt es zu einer Längsteilung und somit Verdopplung der Einzeller, die dann an die Peripherie des Netzes wandern und dieses weiter vergrößern.
Gelegentlich kommt es zur Sporenbildung, initiiert durch eine Aggregation mehrerer Zellen an einer Stelle des Netzes. Diese Zellen verändern ihre Form, indem sie runder werden und sich zugleich mit dünnen Zellhüllen umgeben, während die Gesamtgruppe durch eine weitere Hülle eingeschlossen wird. In diesem Sorus kommt es zu mehreren Zellteilungen und die dadurch entstehenden Zoosporen verlassen anschließend die Umhüllung.
Die Zoosporen sind durch zwei Flagellen begeißelt und besitzen bei den Arten der Gattung Labyrinthula am Geißelapparat einen orangeroten Augenfleck, der zur Lichtwahrnehmung dient. Frei schwimmend suchen diese Zoosporen nach neuen Wirten oder geeigneten Substraten, in die sie eindringen. Danach erfolgt die Produktion des Schleimnetzes und die erneute Vermehrung.

## Systematik
Nach der überarbeiteten Klassifikation der Eukaryoten, die im Jahr 2012 von Sina M. Adl und anderen veröffentlicht wurde, bilden die Netzschleimpilze ein Taxon innerhalb der Diaphoretickes, darin der super-group Sar und werden dort wiederum den Stramenopilen zugerechnet. Wie einige andere Taxa innerhalb dieser Gruppe, etwa die Eipilze (Peronosporomycetes), besitzen sie keine Chloroplasten und ernähren sich heterotroph.
Innerhalb der Netzschleimpilze werden zwei Familien unterschieden, wobei die Labyrinthulaceae nur die Arten der Gattung Labyrinthula beinhalten. Diese zeichnen sich unter anderem durch einen Augenfleck am Geißelapparat sowie fakultative sexuelle Vermehrung aus. Die Thraustochytriacae beinhalten mehrere Gattungen ohne Augenfleck der Zoosporen:
- Labyrinthulaceae
  - Labyrinthula
- Thraustochytriacae
  - Althornia
  - Aplanochytrium
  - Elnia
  - Japonochytrium
  - Schizochytrium
  - Thraustochytrium
  - Ulkenia